# Lygodium basilanicum
Lygodium basilanicum là một loài dương xỉ trong họ Lygodiaceae. Loài này được Christ mô tả khoa học đầu tiên năm 1907.
Danh pháp khoa học của loài này chưa được làm sáng tỏ. 